# Деветашка пећина
Деветашка пећина налази се на седам километара од Летнице и 15 km североисточно од Ловеча, близу села Деветаки на источној обали реке Осам у Бугарској.
Пећина је једна од највећих туристичких атракција у Бугарској. 
Позната је по бројним археолошким открићима и разноврсним животињским врстама које у њој живе.

## Историја
Име је добила по најближем селу, а налази се на десетак километара североисточно од Ловеча у северном делу централне Бугарске.
Ова пећина има још два имена, Маарата и Окната, због седам различитих величина рупа која се налазе на плафону пећине а са којих допире сунчева светлост и осветљава централни простор и два њена суседна поља.
Почетком 1950. године, почела су озбиљнија истраживања пећине.
Првобитна идеја била је да се овај простор претвори у складиште.
Истраживања и студије показују да је пећина била насељена, са прекидима, у скоро свакој историјској епохи.

## Карактеристике
Највећа је пећина у Бугарској а истовремено и највеће откривена пећина на Балканском полуострву.
Дугачка је 35 километара. Простире се на површини од 2.400 квадратних метара. 
Главни улаз у пећину широк је 35 метара и висок 30 метара. Висина пећине креће се од 60 до 100 метара.
Недалеко од главне дворане налазе се два тунела која се рачвају.
Леви пролаз је дугачак два километра. Кроз тунел протиче речица која тече поред главног тунела и улива се у реку Осам. Река својим током формира мала језера и водопаде.
Десни пролаз је топлији и сув. Тунел је висок два метра и широк нешто више од пет метара. Пролаз се проширује у правоугаону халу. Једна од дворана површине је преко петсто квадрата. Овај пролаз се завршава са малом галеријом у округлој просторији, која носи име Олтар.

## Археологија
Археолошка истраживања су открила најраније људске трагове у пећини из 70.000 година пре нове ере, као и вредне артефакте из неолита.
Пећину красе бројни сталактити и сталагмити.
У њој данас живи 35 хиљада шишмиша, више од 80 врсти птица, бројни заштићени водоземци и сисари.

## Занимљивости
У пећини је сниман филм Сајмона Веста, познатог акционог хита „Плаћеници 2” у којој главну улогу игра Силвестер Сталоне.

## Значај
Пећина је проглашена природним богаством од посебног значаја.
Националним парком проглашена је 1996. године.